# Koningin Wilhelmina (Onkenhout)
Koningin Wilhelmina is een kunstwerk staande op het Koningin Wilhelminaplein in Amsterdam Nieuw-West.
Het beeld is gemaakt door Nico Onkenhout en werd rond 1967 besteld door het Confectiecentrum, later omgedoopt tot World Fashion Centre. Het Confectiecentrum zat verspreid over de stad gevestigd en ging centraliseren rondom genoemd plein. Zij wilde Wilhelmina herdenken als grootse koningin en om hetgeen zij betekend had voor de Joodse gemeenschap. Onkenhout werkte vanaf september 1967 aan het beeld in zijn atelier aan de Wibautstraat. Eerst kwam er een voorstudie in gips en vervolgens een bronzen afgietsel dat nog tentoongesteld werd in Arti et Amicitiae. Vanwege de grootte en zwaarte werd het definitieve beeld in Epe uit een monoliet dolomietsteen uitgehakt. Toen de beeldhouwer bezig was met de afronding van de definitieve versie, was nog niet bekend waar het beeld zou worden neergezet, in Amsterdam-Centrum of juist daarbuiten. Onkenhout vertelde in Het Parool van 11 mei 1968 dat hij Wilhelmina als een soort generaal heeft neergezet ("een stukkie generaal") en haar hoofddeksel bewust op een soldatenhelm heeft gemodelleerd. Het confectiecentrum bevond zich in hetzelfde stadium als het beeld.      
Amsterdam kreeg in korte termijn twee beelden van de overleden koningin; Theresia van der Pant was al bezig met haar Koningin Wilhelmina te paard, dat zou worden geplaatst op het Rokin. De wethouder Wim Polak, later burgemeester van Amsterdam, vond dat wat veel. Dat zou de reden zijn geweest dat Onkenhout het beeld zelf mocht onthullen, al was dat hem niet als zodanig meegedeeld. Onkenhout was uitgenodigd door het centrum om eens langs te komen en trof het inpandig aan. De gemeente Amsterdam had geen toestemming gegeven het beeld buiten te plaatsen hoewel de architect van het gebouw Huig Maaskant een open ruimte in zijn ontwerp had open gelaten. Het beeld van 30.000 kilo werd daarop binnen geplaatst waardoor Onkenhout het zelf mocht onthullen op 4 juli 1968. Hij vond het een eer om aan een vorstelijk beeld te hebben mogen bijdragen; de kosten bleven daardoor beperkt tot 7.500 gulden.
Het beeld vermeldt geen naam. Op de sokkel worden wel de jaartallen 1880 en 1962 genoemd, respectievelijk jaar van geboorte en overlijden van de vorstin. De achterzijde vermeldt een tekst van Jan Campert:
Gedenken hen die toen het volk
verslagen en machtloos scheen
de vaan der vrijheid hebben hoog
hooggedragen door alles heen.
In 1993 zag het World Fashion Centre het anders. Ze wilde van het beeld af; het voldeed niet meer aan de modernere bedrijfsvisie die het wilde voeren. Er werd overwogen het beeld over te brengen naar Oorlogsmuseum Overloon, dat wel al een betonnen kopie had, dat onderhevig was aan betonrot. Uiteindelijk kwam het beeld buiten bij een van de torens van het kledingcentrum te staan.

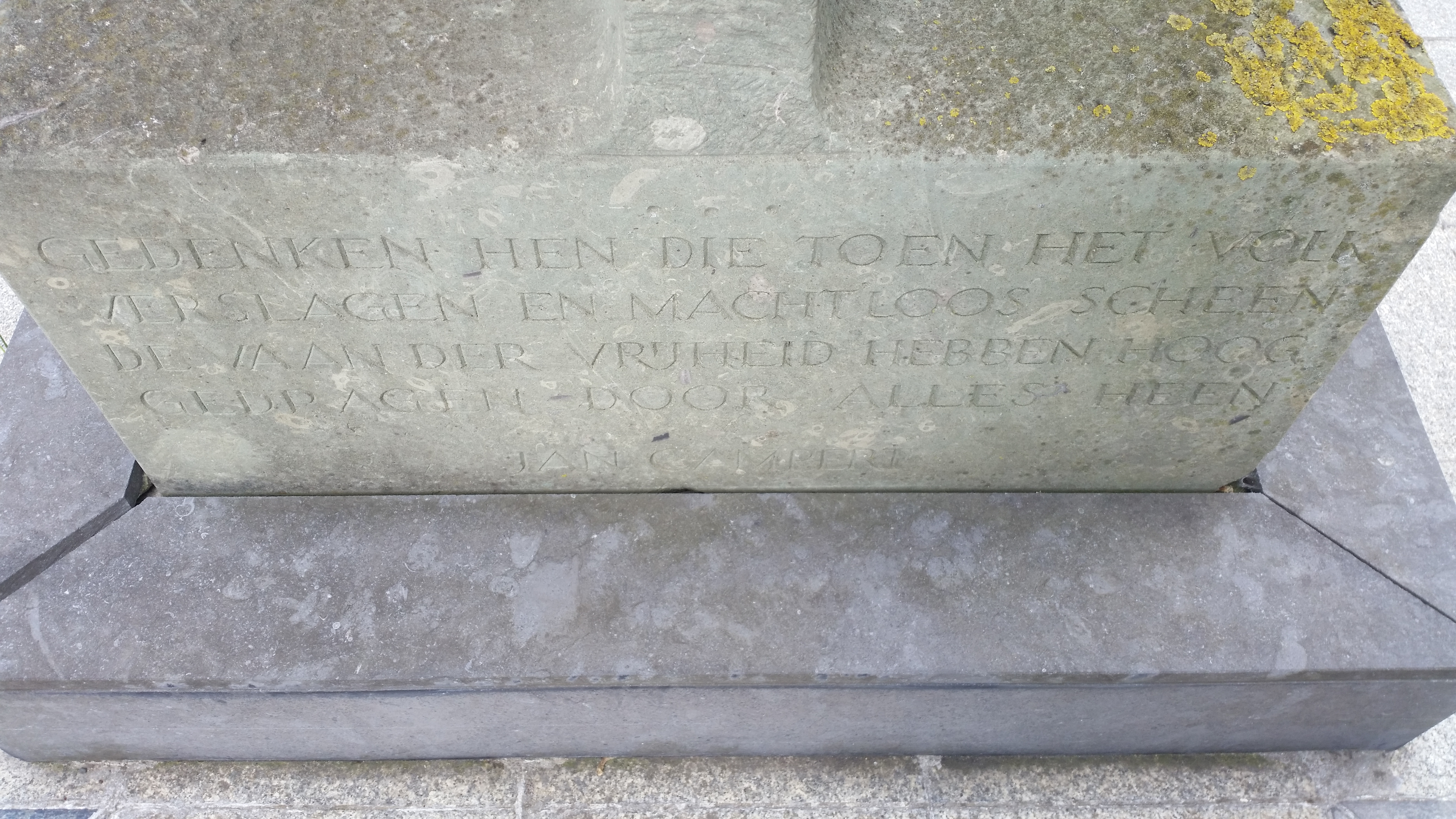
Tekst Jan Campert (mei 2019)